# Johann Georg Hamann
Johann Georg Hamann (født 27. august 1730 i Königsberg, Østpreussen, død 21. juni 1788 i Münster, Westfalen) var en tysk filosof og forfatter fra oplysningstiden, dog således at han snarere må regnes til modoplysningen (tysk: Gegenaufklärung, engelsk: Counter-Enlightenment), på grund af en hang til det irrationelle og hans anvendelse af et mystisk-profetisk sprog, hvad der gav ham tilnavnet Magus in Norden ("Den vise mand i Norden", jfr. Matt. 2,1-12 om de vise mænd fra Østerland ?)  
I tråd med den opfattelse at sprogene er indgangen til en forståelse af erkendelse og historie, kaldte han således gerne sig selv for Philologus Crucis, "Philologe des Kreuzes", "Korsfilolog" .
På en opgave i London for et tysk handelshus – en opgave der mislykkedes for ham – fik han en krise der bragte ham til via bibelstudier at vende sig imod samtidens rationalisme og betragte sig som en slags Sokrates, der kunne hævde at han intet vidste; dette "intet at vide" tydede Hamann som bekendelse til irrationalisme 
Han udgav Sokratische Denkwürdigkeiten i 1759 (omtrent: 'Hvad der er værd at huske om Sokrates'; engelsk: Socratic Memorabilia , hvor han kritiserede oplysningens afhængighed af fornuften.
Den danske filosof Søren Kierkegaard var også begejstret for Sokrates og skal have været influeret af Hamann.
Historiens betydning over for sandheder i almen forstand
Grane karakteriserer Hamanns indsats således:

"... Hamann der skarpt understregede historiens betydning for tænkningen. Han taler om "den menneskelige forstands historie" og siger at en historisk plan for en videnskab er bedre end en logisk. Med denne opfattelse opponerer Hamann ikke blot mod oplysningsfilosofiens tidløse naturbegreb med dens tro på at den rette menneskelige tilværelse er noget der lader sig konstruere rationelt, men han når samtidig til en klar forståelse af at i menneskelivet gives der ingen sandheder i almen forstand, da al sandhed er historisk, dvs møder os i tiden; den er altså, kunne man sige, åbenbaring i den forstand, at vi ikke kan sige os selv sandheden, men må modtage den hvor vi er sat i tilværelsen. Bortset fra de teologiske aspekter, som er givet hermed, har Hamann dermed udtrykt en grundtanke i det begyndende 19. århundredes protest mod revolutionens ideologi. ..." (Lettere tilpasset)

Eftervirkning
Af tænkere og skribenter der er influeret af Hamann kan nævnes Herder, Goethe, Jacobi, Hegel og Kierkegaard .
Inden for litteraturen betragtes han således som en forbereder for Sturm und Drang og Romantikken netop på grund af den indflydelse han havde på Herder og Goethe 
Både Hamann og den kun lidt ældre Kant var fra Königsberg og deres venskab bestod også efter at Hamann havde kritiseret Kants arbejder med sin Metakritik über den Purismus der reinen Vernunft.
Efter at den franske revolution var overstået og magtforholdene i Europa var fastlagt for lang tid med Wienerkongressen i 1815, skulle de toner der var slået an med Hamann vinde tilslutning med betoning af folk, tradition og historie i modsætning til oplysningstidens almene menneskerettigheder, naturret og universalisme.